# Орија (Француска)
Орија (фр. Auriat) насеље је и општина у централној Француској у региону Лимузен, у департману Крез која припада префектури Гере.
По подацима из 2011. године у општини је живело 121 становника, а густина насељености је износила 5,59 становника/km². Општина се простире на површини од 21,66 km². Налази се на средњој надморској висини од 500 метара (максималној 628 m, а минималној 376 m).

## Демографија
| 1962. | 1968. | 1975. | 1982. | 1990. | 1999. | 2011. |
| ----- | ----- | ----- | ----- | ----- | ----- | ----- |
| 174   | 241   | 216   | 180   | 144   | 113   | 121   |

График промене броја становника у току последњих година